# Pseudogriphoneura hyalipennis
Pseudogriphoneura hyalipennis är en tvåvingeart som beskrevs av Malloch 1926. Pseudogriphoneura hyalipennis ingår i släktet Pseudogriphoneura och familjen lövflugor.
Artens utbredningsområde är Costa Rica. Inga underarter finns listade i Catalogue of Life.